# 409
| 409                |
| ------------------ |
| Dødsfald - Fødsler |
|                    |

| Gregoriansk kalender | 409 CDIX                |
| Ab urbe condita      | 1162                    |
| Armensk kalender     | I/T                     |
| Kinesiske kalender   | 3105 – 3106 戊申 – 己酉 |
| Etiopisk kalender    | 401 – 402               |
| Jødisk kalender      | 4169 – 4170             |
| Hindukalendere       |                         |
| - Vikram Samvat      | 464 – 465               |
| - Shaka Samvat       | 331 – 332               |
| - Kali Yuga          | 3510 – 3511             |
| Iransk kalender      | 213 BP – 212 BP         |
| Islamisk kalender    | 220 BH – 219 BH         |

## Begivenheder
- Forår: Oprørskejseren Konstantin 3. har sendt generalen Gerontius til Hispania (Spanien), men generalen gør oprør og udnævner Maximus til modkejser, så nu er der tre, der gør krav på den vestromerske titel.
- Den vestromerske kejser Honorius anerkender officielt Konstantin 3. som medkejser.
- Årets romerske consuler er kejser Honorius (vest) og kejser Theodosius 2. (øst), og Konstantin 3. hædres som medkonsul i vest.
- September: Alaner, sveber og vandaler, der siden begyndelsen af 407 har har hærget i Gallien (Frankrig), når frem til Pyrenæerne og invaderer Hispania.
- Den visigotiske kong Alarik, der har været i Italien med hele sit folk siden efteråret 408, får afvist sine krav om land, og indleder sidst på året sin anden belejring af Rom. Det romerske senat er mere føjeligt end kejser Honorius, og der laves en aftale, hvor byen præfekt, Priscus Attalus, bliver udnævnt til kejser (nu er der så fire), mens Alarik får den ønskede titel som øverstkommanderende for hæren.